# Matthew Morrison
Matthew James Morrison (30. listopada 1978.) je američki glumac i pjevač. Najpoznatiji je po ulozi Willa Shuestera u TV seriji "Glee".